# 青春ラリアット!!
『青春ラリアット!!』（せいしゅんラリアット!!）は、蝉川タカマルによる日本のライトノベル。イラストはすみ兵が担当している。第17回電撃小説大賞金賞を受賞。電撃文庫（アスキー・メディアワークス）より2011年2月から2013年2月まで全5巻が刊行された。
メディアミックスとして、2011年2月発売の『電撃文庫MAGAZINE Vol.18』に本作を含む第17回電撃文庫大賞受賞作品のドラマCDが付属されている。また『ファミ通コミッククリア』（エンターブレイン）より菊野郎によるコミカライズが2011年12月から2012年12月まで連載された。

## 登場人物
声の項はドラマCD版の担当声優。
宮本圭太
声 - 間島淳司
本作の主人公。姑息亭チキンこと極めて常識人。
事なかれ主義であり、へタレとも称されるが面倒見が良く頭がキレ、機転がきく。また、中間テストでは学年四位であった。
長瀬の奇行に頭を悩ませているがなんだかんだ言って最後まで付き合う。小六の幼馴染がおり周囲の目を気にして避けていたが長瀬の後押しによりめでたく付き合うことになった。
長瀬瑞希
声 - 佐藤利奈
我が道を行く竜巻少女。月島に想いを寄せる一年生。
非常に口が上手い毒舌家で、度々宮本や黒木に『口撃』をする。テストでは勉強をしなくても90点以上は余裕でとれるらしい。また、料理も上手。
果敢な行動力と柔軟な応用力があるが本編では裏目に出てしまっている。月島に片思いし、時にそれが暴発してしまうが月島本人の前だと緊張してしまい、まともに話せなくなってしまう。
月島薫
他称「バカの日本代表」。バカと言われるものの基本的に温厚で情にアツい善人である。全校生徒の前で告白してあえなく玉砕しさらに停学までくらうという踏んだり蹴ったりな憂き目にあった。しかし、体力は高校生離れしている。例を挙げると不良のリーダーを軽くあしらい、果てはヤクザの組長と互角に張り合うなどがある。
黒木隆則
自称「宇宙刑事の胃袋」。その通り、底なしの胃袋を持ち、ラーメンを余裕で40杯平らげるほど。特に好きなのはカレー。だが甘いものは嫌い。
女好きのお調子者で、本人に悪気は無いのだが間の悪いところがあり、度々空気を読めてない場面がある。宮本や月島のような特技が無く、長瀬からは二人のコンビネーションを崩していると言われることもある。しかし惚れた女のためならば体を張ってまで無茶をするなど、彼もまた良くも悪くも「バカ」である。

## 既刊一覧

### 小説
- 蝉川タカマル（著）・すみ兵（イラスト） 『青春ラリアット!!』 アスキー・メディアワークス〈電撃文庫〉、全5巻
  1. 2011年2月10日初版発行（同日発売[3]）、ISBN 978-4-04-870238-6
  2. 2011年7月10日初版発行（同日発売[4]）、ISBN 978-4-04-870553-0
  3. 2011年12月10日初版発行（同日発売[5]）、ISBN 978-4-04-870882-1
  4. 2012年8月10日初版発行（同日発売[6]）、ISBN 978-4-04-886799-3
  5. 2013年2月10日初版発行（同日発売[7]）、ISBN 978-4-04-891341-6

### 漫画
- 蝉川タカマル（原作）・すみ兵（キャラクター原案）・菊野郎（作画） 『青春ラリアット!!』 エンターブレイン〈ファミ通クリアコミックス〉、全2巻
  1. 2012年8月10日発売[8]、ISBN 978-4-04-728265-0
  2. 2013年5月15日発売[9]、ISBN 978-4-04-728909-3